# گلن هیون (کلرادو)
گلن هیون (به انگلیسی: Glen Haven) یک منطقهٔ مسکونی در ایالات متحده آمریکا است که در Larimer County واقع شده‌است. گلن هیون ۲٬۲۰۰ متر بالاتر از سطح دریا واقع شده‌است.